# Циркунівська сільська територіальна громада
Циркунівська сільська громада — територіальна громада в Україні, в Харківському районі Харківської області. Адміністративний центр — село Циркуни.
Утворена 2 лютого 2018 року шляхом об'єднання Русько-Тишківської та Циркунівської сільських рад Харківського району.

## Населені пункти
До складу громади входять 9 сіл: Бутенкове, Михайлівка, Олександрівка, Петрівка, Руські Тишки, Українське, Циркуни, Черкаські Тишки та Черняки.